# Il coraggio della paura (film 1911)
Il coraggio della paura è un cortometraggio muto italiano del 1911 diretto da Giuseppe De Liguoro.